# Sitio Sorrento Valley
El Sitio Sorrento Valley (en inglés: Sorrento Valley Site) es un sitio histórico ubicado en San Diego, California. El Sitio Sorrento Valley se encuentra inscrito  en el Registro Nacional de Lugares Históricos desde el 21 de octubre de 1975. 

## Ubicación
El Sitio Sorrento Valley se encuentra dentro del condado de San Diego en las coordenadas 32°54′09″N 117°11′38″O / 32.902527, -117.193947.